# Șoludkî, Nemîriv
Șoludkî (în ucraineană Шолудьки) este un sat în comuna Muhivți din raionul Nemîriv, regiunea Vinnița, Ucraina.

## Demografie
Componența lingvistică a localității Șoludkî
     Ucraineană (98,88%)
     Rusă (1,12%)
Conform recensământului din 2001, majoritatea populației localității Șoludkî era vorbitoare de ucraineană (98,88%), existând în minoritate și vorbitori de rusă (1,12%).